# Melody Anderson
Melody Anderson, född 3 december 1955 i Edmonton i Alberta, Kanada, är en kanadensisk-amerikansk skådespelare. Hon har bland annat medverkat i Hitlers dotter (1990), Dödlig lek (1987) och Firewalker (1986). Hennes första filmroll var Elvis - The Movie (1979), och hennes senaste är Marilyn och Bobby (1993).

## Filmografi
- Marilyn och Bobby (1993)
- Jordskredet (1992)
- Under Surveillance (1991)
- Hitlers dotter (1990)
- Dags att dö (1989)
- Cannonball - Speed zone (1989)
- Dödlig lek (1987)
- Beverly Hills Madam (1986)
- Firewalker (1986)
- När skratten tystnar (1984)
- Den osedliga polisen (1983)
- Manimal (1983)
- Död och begraven (1981)
- Blixt Gordon (1980)
- Elvis - The Movie (1979)